# Vieska (powiat Dunajská Streda)
Vieska (węg. Kisfalud) – wieś (obec) na Słowacji, w kraju trnawskim, w powiecie Dunajská Streda. Miejscowość położona jest na Nizinie Naddunajskiej.